# Poix-Saint-Hubert
Pour les articles homonymes, voir Poix.
 (mars 2016).
Poix-Saint-Hubert est un hameau du village d’Hatrival, dans l’Ardenne belge, sis au confluent de la Lomme et du ruisseau de la Poix. Situé à 6,4 kilomètres à l’ouest de la ville de Saint-Hubert, sur la route de Libin, il fait administrativement partie de Saint-Hubert, dans la province du Luxembourg (Région wallonne de Belgique).

## Histoire

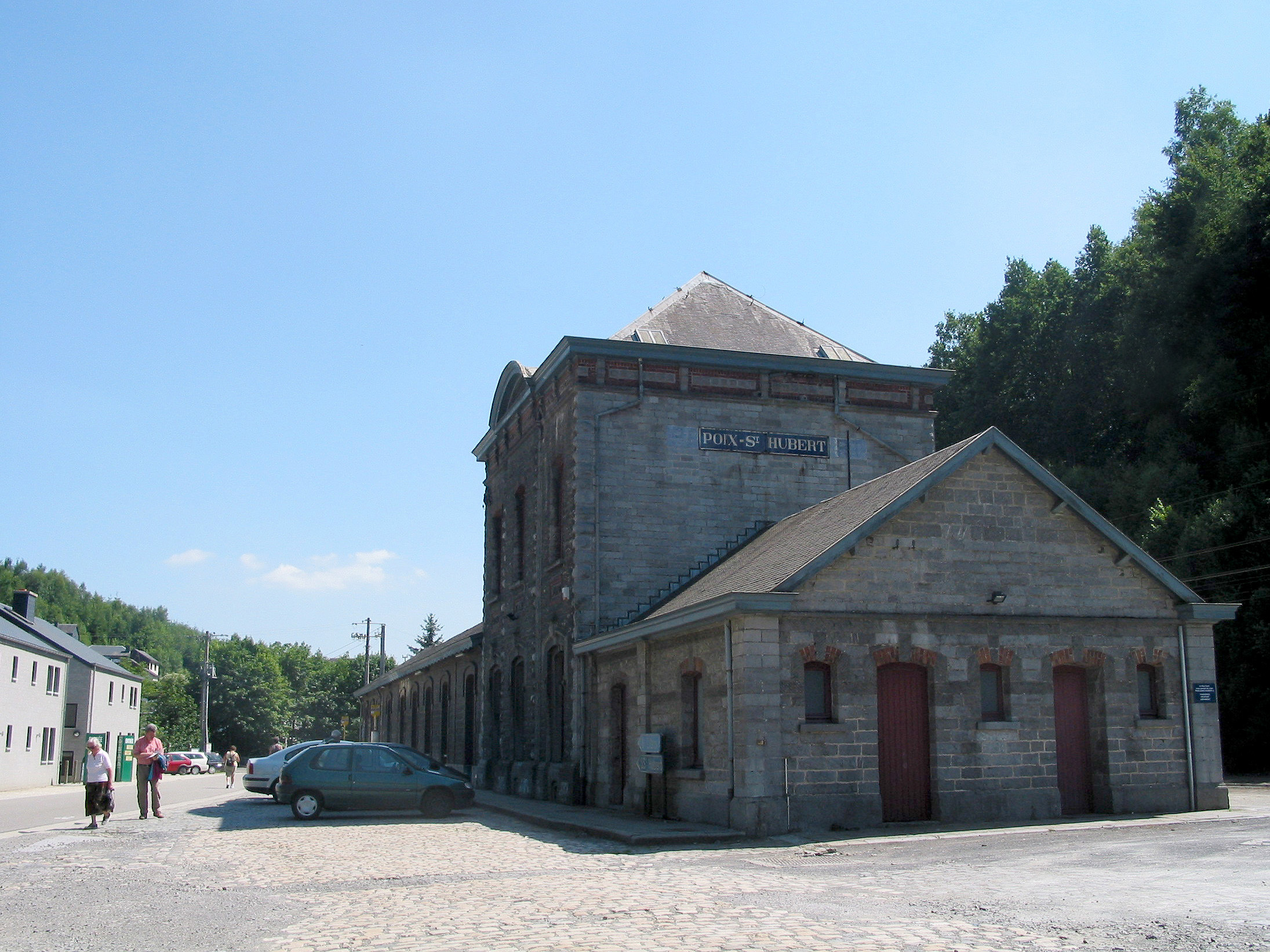
L'ancienne gare (2005)

À la fin du XVIIIe siècle, l’entreprenant abbé Dom Nicolas Spirlet de l’abbaye de Saint-Hubert utilise les nombreuses chutes d’eau de la vallée de Poix pour y installer des ateliers de transformation (forge, minoterie, scierie) nécessitant la force motrice de l’eau. 
Au XIXe siècle, Léopold Zoude (1771-1853) et après lui son fils Maximilien Zoude (1799-1865) et son petit-fils Louis Zoude (1828-1888), hommes d’affaires de Saint-Hubert, continuent l’exploitation et l'extension industrielle des entreprises du Val de Poix (scieries mécaniques, fabriques de pâte à bois, usine de carbonisation et de distillation du bois). Cette société, qui possédait aussi des usines à Marbehan et Chimay, prit le nom de "Société anonyme des Produits chimiques de Chimay".
Il subsiste quelques vestiges de ce passé industriel, comme les anciennes fabriques de pâte à bois transformées de nos jours en micro-centrales hydroélectriques.
Au XXe siècle, la vallée et ses chutes d’eau ont en effet été orientées vers la production d’électricité.

## Château Zoude
L'importance de l'activité industrielle menée par la famille Zoude à Poix-Saint-Hubert au XIXe siècle s'est matérialisée à travers la construction d'une grande bâtisse, le Château Zoude, immortalisé sur plus d'une vingtaine de cartes postales d'époque, le présentant au milieu des scieries du Val-de-Poix.
La famille Zoude fit construire une première maison en ce lieu vers 1844, en partie transformée ensuite en chapelle. L'actuel château fut, par contre, construit juste à côté de la première maison par Louis Zoude entre 1860-1862, comme en témoigne la clé de l'entrée principale portant les initiales entrecroisées LZ.
Situé rue de la Lhomme no 15, ce témoin du passé industriel du Val-de-Poix a failli devenir le centre névralgique d'un projet de centre sportif de haut niveau dans la région, projet toutefois abandonné en 2007.
Longtemps mis en vente sans parvenir à trouver acquéreur, l'ancien château Zoude se cherche encore de nos jours un nouvel avenir (2017).

## Gare ferroviaire et tramways de Poix

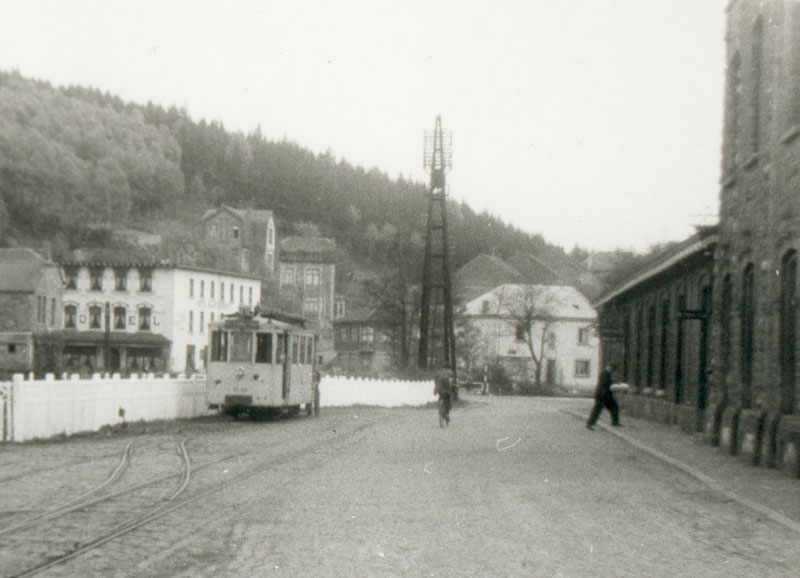
Un tramway devant la gare de Poix (1951)

En 1856, la construction de la gare de Poix-Saint-Hubert sur la ligne de chemin de fer Bruxelles-Luxembourg, donna une grande visibilité au village qui devint la gare desservant la ville de Saint-Hubert.
Afin d'en améliorer l'accessibilité, la construction par l'État d’une nouvelle route de Saint-Hubert à Libin par la station de Poix fut décidée en juillet 1858. La section de Saint-Hubert à Poix (5,7 km) fut réalisée en 1859, pour un coût total de 144.998 fr. En ce qui concerne le tronçon de Poix à Libin (5,5 km), les travaux furent entrepris en 1859 et se poursuivirent en 1860, pour un montant de 46.615 fr.
À partir de 1886, quatre lignes de la tramways vicinaux desservant la région furent créées au départ de la gare de Poix. Ces lignes cessèrent progressivement toute activité entre 1951 et 1960. La dernière fut déferrée en 1962.